# Dragana Rukavina
Dragana Rukavina (Bar, SFR Jugoslavija 1980) je mlada afirmisana crnogorska pjesnikinja i romanopisac.

## Biografija
Dragana Rukavina je rođena 1980. godine u Baru u SFR Jugoslaviji. Završila je Filozofski fakultet u Nikšiću, na odsjeku za Srpski jezik i književnost. Od 1995. do 2000. godine je bila novinar i voditelj u Radio Baru. Pisala je za Barske novine, bARS časopis, Juventas, Ars Poetica i Siesta online magazine. Član je udruženja književnika Ars Antibari od 1995. godine. Trenutno živi i stvara u Nikšiću.
Dragana Rukavina se pojavila 1996. zbirkom pjesama Horizontala preko bola, čime je postala najmlađi pjesnik koji je u Crnoj Gori u to vrijeme publikovao poeziju za odrasle. Slijedi svojevrsni nastavak te zbirke pod naslovom Vertikala bola, i tim se izdanjem pokazala kao već afirmisan pjesnik duboko oslonjen na underground i beat poeziju urbanog senzibiliteta.
Deset godina kasnije, na književnu scenu Crne Gore se vratila romanom Otvorena knjiga i postala prva žena iz Bara koja je objavila roman. Njena je poezija zastupljena u nekoliko zbornika. Od 2007. se pojavljuje u ulozi recenzenta u nekoliko pjesničkih izdanja.

## Bibliografija
Samostalna izdanja:
- Horizontala preko bola, poezija, 1996.
- Vertikala bola, poezija, 1998.
- Otvorena knjiga, roman, 2008.

Zbornici:
- Cetinju s ljubavlju, 1995.
- Izgleda da će jugo, 1996.
- Da li da ti kažem ko te je ubio, Gea?, 1999.
- I stihijada barskih pjesnika, 2008.

### Spoljašnje veze
- https://web.archive.org/web/20101230160338/http://www.kulturnicentarbar.me/IZDAVACKA%20DJELATNOST.html
- http://www.barinfo.co.me/Intervju/dragana_rukavina.html%5B%5D
- https://web.archive.org/web/20110828083116/http://www.siestaonline.me/no-1/siesta-no-1.html